# Peristoma rupestre
Peristoma rupestre is een slakkensoort uit de familie van de Enidae. De wetenschappelijke naam van de soort is voor het eerst geldig gepubliceerd in 1833 door Krynicki.